# Enneaderna
Enneaderna (grekiska: Ἐννεάδες Enneades) är en samling skrifter av den grekiske filosofen Plotinos. Texterna är ordnade i sex böcker efter ungefärligt tema, vardera uppdelade i nio delar och därför kallade enneader, efter grekiskans ord för nio, ennea. Den första enneaden handlar om mänskliga och etiska frågor, den andra och tredje om kosmologi och den fysiska verkligheten, den fjärde om själen, den femte om kunskap och olika verklighetsnivåer, och den sjätte om varat och det Ena, som existensen härleds ur.
Enneaderna sammanställdes och redigerades omkring år 270 av Plotinos' elev Porphyrios, som även skrev en levnadsskildring om sin lärare som fungerar som en introduktion till verket. Texterna är skrivna med Plotinos' elever i åtanke och utgår från att läsaren är bekant med de verk om platonsk och peripatetisk filosofi som lästes i Rom vid tiden. De förutsätter också att läsaren förstår även obskyra anspelningar på Platons och Aristoteles' originaltexter.
De idéer som presenteras i Enneaderna lade grunden för nyplatonismen och hade stort inflytande i Västeuropa, Bysans och arabvärlden. Proklos skrev en kommentar till Enneaderna, och genom nyplatonska skolor i senantikens Syrien, Aten och Alexandria fick Plotinos' tolkningar av Platon och Aristoteles avgörande betydelse för medeltidens och renässansens filosofi. Enneaderna lästes av och påverkade betydelsefulla kristna teologer som Eusebios av Caesarea, Basileios den store och Gregorios av Nyssa i den grekiskspråkiga världen, och Ambrosius av Milano och Augustinus i den latinskspråkiga. Enneaderna IV–VI spreds i den medeltida muslimska världen under namnet "Aristoteles' teologi" och hade inflytande på bland andra Al-Kindi, Al Farabi och Avicenna.
Ett urval av texterna gavs ut på svenska 1927 i översättning av Gunnar Rudberg.